# Erato columbella
Erato columbella är en snäckart som beskrevs av Menke 1847. Erato columbella ingår i släktet Erato och familjen Triviidae. Inga underarter finns listade i Catalogue of Life.